# Artsakhi Futbolayin Liga 2019
L'Artsakhi futbolayin liga 2019,(in armeno Արցախի ֆուտբոլային լիգա?), letteralmente Lega calcio dell'Artsakh, è la seconda stagione ufficiale del campionato di calcio della Repubblica di Artsakh dopo alcuni anni di interruzione.
Ha avuto inizio il 10 marzo e si è conclusa il 30 dicembre.  Da metà maggio a metà giugno il campionato risulta sospeso per i preparativi e lo svolgimento della Coppa europea di calcio CONIFA 2019.

## Stagione
Vi partecipano dodici squadre che si affrontano in due gironi all'italiana di andata e ritorno. Non sono previste retrocessioni perché non esiste un campionato di seconda divisione.

### Novità
L'edizione 2018 è stata la prima organizzata nella repubblica de facto dell'Artsakh dopo alcuni anni di interruzione e si è disputata in estate e autunno. Anche in previsione della Coppa europea di calcio ConIFA 2019, disputatasi all'inizio di giugno, il torneo 2019 è iniziato quattro mesi prima e le squadre sono salite a dodici.

### Formula
Le dodici squadre si affrontano in due gironi all'italiana. Non sono previste retrocessioni né ovviamente qualificazioni a competizioni internazionali giacché la Federazione calcio della repubblica non è riconosciuta dalla UEFA. A fine luglio il Lernayin Artsakh FC, che sostanzialmente costituiva la selezione nazionale dell'Artsakh, comunica la decisione di lasciare il torneo al quale fino a maggio aveva partecipato come allenamento in previsione della Coppa europea CONIFA, per giocare nel campionato armeno. La sua partecipazione al campionato si è dunque limitata a otto incontri, tutti vinti, con 48 gol segnati e due subiti per complessivi 24 punti. I risultati sono stati di conseguenza annullati.

## Squadre partecipanti
| Club                | Città       | Stadio                 | Nome armeno                         |
| ------------------- | ----------- | ---------------------- | ----------------------------------- |
| Avo FC              | Martuni     | Martuni Stadium        | «Ավո» Ֆուտբոլային Ակումբ            |
| Berd Askeran        | Askeran     | Stadio di Askeran      | «Ասկերան» Ֆուտբոլային Ակումբ        |
| Gandzasar           | Vank        |                        | «Գանձասար» Ֆուտբոլային Ակումբ       |
| Jraberd             | Martakert   | Stadio Vigen Shirinyan | «Ջրաբերդ» Ֆուտբոլային Ակումբ        |
| Kirs FC             | Shushi      |                        | «Քիրս» Ֆուտբոլային Ակումբ           |
| Lernayin Artsakh FC | Stepanakert | Stadio Repubblicano    | «Լեռնային Արցախ» Ֆուտբոլային Ակումբ |
| Yerazank FC         | Stepanakert | Stadio Repubblicano    | «Երազանք» Ֆուտբոլային Ակումբ        |
| Tchartar FC         | Tchartar    | Tchartar Stadium       | «Ճարտար» Ֆուտբոլային Ակումբ         |
| Dizak FC            | Hadrout     | Hadrout Stadium        | «Դիզակ» Ֆուտբոլային Ակումբ          |
| Artsakh U 21        | Stepanakert | Stadio Repubblicano    | «Արցախ Մ-21» Ֆուտբոլային Ակումբ     |
| Berdzor FC          | Berdzor     | Berdzor Stadium        | «Բերձոր» Ֆուտբոլային Ակումբ         |
| Mirjaberd FC        | Karvachar   | Karvachar Stadium      | Միջնաբերդ ՖԱ                        |

## Classifica[3]
| Pos | Squadra          | G  | V  | P | S  | GF  | GS  | P.ti |
| 1   | Berd Askeran     | 30 | 27 | 1 | 2  | 167 | 40  | 82   |
| 2   | Yerazank         | 30 | 26 | 1 | 3  | 150 | 34  | 79   |
| 3   | Avo              | 30 | 21 | 3 | 6  | 102 | 34  | 66   |
| 4   | Artsakh U21      | 30 | 19 | 4 | 7  | 92  | 50  | 61   |
| 5   | Tchartar         | 30 | 16 | 8 | 6  | 79  | 36  | 56   |
| 6   | Kirs             | 30 | 14 | 3 | 13 | 65  | 72  | 45   |
| 7   | Dizak            | 30 | 7  | 6 | 17 | 51  | 80  | 27   |
| 8   | Mirjaberd        | 30 | 7  | 3 | 20 | 61  | 92  | 24   |
| 9   | Jraberd          | 30 | 6  | 3 | 21 | 61  | 101 | 21   |
| 10  | Gandzasar        | 30 | 4  | 1 | 25 | 43  | 138 | 13   |
| 11  | Berdzor          | 30 | 1  | 1 | 28 | 21  | 206 | 4    |
| 12  | Lernayin Artsakh | 0  | 0  | 0 | 0  | 0   | 0   | 0    |

### Verdetti
Legenda:

      Campione dell'Artsakh 
      Esclusa a campionato in corso.
Note:
Tre punti a vittoria, uno a pareggio, zero a sconfitta.